# Podregion Järviseutu
Podregion Järviseutu (fiń. Järviseudun seutukunta) – podregion w Finlandii, w regionie Ostrobotnia Południowa.
W skład podregionu wchodzą gminy:
- Alajärvi,
- Evijärvi,
- Lappajärvi,
- Soini,
- Vimpeli.